# Килеут (язык)
Килеут (Quileute) — один из чимакумских языков, употреблявшийся среди старшего поколения индейцев килеут и маках до конца XX в. Был распространён на западном побережье полуострова Олимпик, штат Вашингтон. В 1977 г. было 10 престарелых носителей языка, последний носитель умер в 1999 г.
Язык килеут известен такой типологически редкой чертой, как отсутствие носовых звуков (носовых согласных, таких как m, n, и назализованных гласных).